# Вайле Болдклуб
Ва̀йле Болдклуб (на датски: Vejle Boldklub, кратки форми Вайле и Вайле БК, произнася се [ˈvai-le])) е датски футболен отбор от едноименния град Вайле. Основан е през 1891 г. Състезава се в Датска Първа дивизия. Цветовете на отбора са червено и бяло

## Постижения
- Датска суперлига
  -  Шампион (5): 1958, 1971, 1972, 1978, 1984
  -  Второ място (3): 1965, 1974, 1996/97
- Купа на Дания
  -  Носител (6): 1958, 1959, 1972, 1975, 1977, 1981

## Български футболисти
- Стефан Велков: 2022/- - (62 мача/1 гол)